# Iruña Palace
Iruña Palace, S.A. es una sociedad mercantil navarra con sede en el Edificio del Hotel de los Tres Reyes, jardines de la Taconera s\n de la capital, Pamplona. La compañía se fundó en 1959 por parte de un grupo de empresarios navarros liderados por Pedro Turullols como una sociedad ad hoc para la construcción de un hotel en la capital navarra que acogiese a los empresarios que hasta ella se desplazaban para estudiar las posibles inversiones motivados por el Plan de Estabilización.
Actualmente, la compañía cuenta con entre 400 y 500 accionistas, la mayoría de Navarra. Además, la mercantil, una cadena hotelera al uso, cuenta con dos hoteles: Hotel 3 Reyes en Pamplona desde 1963 y el Hotel 3 Reyes San Sebastián, en la capital guipuzcoana desde 2020.

## Historia
El 2 de mayo de 1959, un grupo de empresarios navarros que buscaban crear un tejido industrial en Navarra, hasta entonces una comunidad prominenetemente agrícola, se agruparon y bajo el liderazgo del empresario Pedro Turullols Aguirre, conocedor de la industria pesada de las entonces provincias vascongadas, registraron la sociedad IRUÑA PALACE S.A. para construir y explotar un hotel en Pamplona.
La construcción del edificio comenzó en 1960 a cargo de los arquitectos Miguel Gortari y Luis Felipe Gaztelu, quienes idearon un edificio con 176 habitaciones que finalmente sería rebajado a 160. La obra concluyó a comienzos de 1963 y el hotel se inauguró oficialmente el 1 de abril de 1963. En la velocidad de los procesos, fue determinante la cesión del suelo municipal por parte del entonces alcalde de Pamplona, Miguel Javier Urmeneta, quién hizo una concesión por 30 años, durante los cuales había una obligación de explotación del negocio, tuviese perdidas o incluso si cerrase.
En las décadas de 1970 y 1980, el hotel, uno de los más lujosos de Pamplona junto al hotel La Perla, fue un destino habitual de figuras políticas y otras personalidades, en gran parte por la conexión con el entonces presidente de Iruña Palace, Pedro Turullols, con el nacionalismo vasco y el PNV en particular, pues él mismo era miembro y dirigente de Napar Buru Batzar, la entonces marca navarra del PNV.
El hotel fue testigo de la recepción de Manuel de Irujo, ideólogo de la República Vasca y amigo personal de Pedro Turullols, a su regreso España desde el exilio.
A comienzos de 2020, el delegado de la mercantil, Miguel Cazón, informó que estaban trabajando en un nuevo hotel en San Sebastián, capital de la provincia de Guipúzcoa, que previsiblemente abriría sus puertas en Semana Santa de 2021 y que no descartaban en un futuro añadir más. Finalmente el hotel fue inaugurado en octubre de 2021.
En 2022, con motivo de la invasión rusa de Ucrania, el Hotel Tres Reyes de Pamplona sustituyó una de las banderas de los mástiles de su frente, que hasta entonces enarbolaba la bandera de Rusia, y la sustituyó por la bandera de Ucrania.

## Activos

### Hotel Tres Reyes Pamplona
El Hotel más antiguo y emblemático de la marca es el Tres Reyes de Pamplona. Ubicado cerca del centro histórico de la ciudad, fue inaugurado en 1963 y cuenta con 160 habitaciones.
Ha vivido varias reformas de gran calado en tres ocasiones: 1980, 2002 y 2017, esta última con una inversión de unos 8,5 millones de euros.
Actualmente es un hotel de 4 estrellas y habitualmente se encuentra en el Top 5 de hoteles de Pamplona en plataformas de búsqueda de hoteles o de críticas de clientes tales como TripAdvisor o booking.com.

### Hotel Tres Reyes San Sebastián
El 20 de enero de 2020, Miguel Cazón, uno de los delegados de Iruña Palace, indicó que la empresa estaba trabajando en un hotel situado en el barrio de Miramón de San Sebastián, cerca de las colinas de la bahía de la Concha y cercano al Basque Culinary Center. Las obras correrían a cargo de la empresa navarra ACR, con el diseño de la firma Arquiumas, de Amaya Otamendi y Mario Tanco, y con los trabajos de decoración del estudio del interiorista barcelonés Lázaro Rosa-Violán.
El nuevo hotel se preparó para que contase con 79 habitaciones, la mitad que su predecesor navarro, y que también contase con la catalogación de 4 estrellas. La inversión de la empresa en este proyecto fue de 11 millones de euros. Aunque se esperaba abrir el hotel para la Semana Santa de 2021, las condiciones impuestas por la COVID-19 hicieron atrasar la inauguración hasta octubre de 2021. Su directora es la navarra Maite Alaba.

## Accionistas
Actualmente Iruña Palace cuenta con más de 400 accionistas distintos, la mayoría de ellos con vecindad de Navarra.